# BlazBlue: Continuum Shift
 (décembre 2018).
Si vous disposez d'ouvrages ou d'articles de référence ou si vous connaissez des sites web de qualité traitant du thème abordé ici, merci de compléter l'article en donnant les références utiles à sa vérifiabilité et en les liant à la section « Notes et références ».
BlazBlue: Continuum Shift (ブレイブルー　コンティニュアム・シフト, Bureiburū: Continyuamu Shifuto) est un jeu vidéo de combat développé par Arc System Works. Le jeu est sorti au Japon sur borne d'arcade (Taito Type-X²) en novembre 2009 et est disponible sur PlayStation 3 et Xbox 360 depuis 2010, puis sur PlayStation Portable, Nintendo DS et PlayStation Vita. Il fait suite à BlazBlue: Calamity Trigger.

## Résumé
En décembre A.D. 2199, plusieurs années après la destruction d’Ikaruga, plusieurs branches du NOL ont été complètement anéanties par un rebelle de classe SS appelé Ragna the Bloodedge, aussi connu sous le nom du Faucheur dont le but est d’anéantir le NOL tout entier. Le NOL, espérant l’arrêter, mit alors la plus grande prime jamais proposée pour sa capture. D’autre part, Ragna a en sa possession un très puissant Ars Magus appelé le Grimoire Azure aussi connu sous le nom de Blazblue. Du coup, le monde entier, que ce soit le NOL, l’union d’Ikaruga ou encore d’autres combattants poursuivent Ragna soit pour la prime sur sa tête, soit pour le grimoire qu’il détient.

## Liste des Personnages

### Anciens personnages
- Ragna the Bloodedge

Voix du personnage: Tomokazu Sugita (JP), Patrick Seitz (ANG)
Le personnage principal de Blazblue, qui a détruit plusieurs branches du NOL. Il a été considéré comme le criminel le plus recherché et sa mise à prix est la plus importante que le NOL ait jamais proposée. On le surnomme « Le Faucheur ». Tous les personnages du jeu sont liés à lui de diverses façons. Ragna a été emporté par Nu dans le Chaudron mais ce dernier a été sauvé par Noel Vermillion. Il se remémore ses anciens souvenirs avec Jubei (son maître), Rachel Alucard et Taokaka au cours de ses aventures. Ragna perdra le combat contre Terumi Yuuki mais avec l'aide de Lambda ou Nu, il réussira à le battre. Il devra faire face à Mu (Noel Vermillion) et sacrifiera son bras gauche pour la sauver. Kokonoe lui donnera un nouveau bras en utilisant les parties de Lambda. Ragna veut se rendre à Ikaruga en compagnie de Taokaka pour régler quelque chose de très important une fois arrivé là-bas.
- Jin Kisaragi

Voix du personnage: Tetsuya Kakihara (JP), David Vincent (ANG)
Commandant du NOL et supérieur de Noel. Il est reconnu comme un héros du NOL lors de la guerre contre la rébellion d’Ikaruga et il a subitement abandonné son poste pour se lancer à la poursuite de Ragna dans la ville de Kagutsuchi. Jin a été sauvé par Rachel Alucard puis l'équipe médicale du NOL est venue pour le ramener de toute urgence. Il reprend connaissance et sur son lit d'hôpital trois jours après et s'échappe. Jin perdra le combat contre Ragna et ce dernier lui annonce qu'il ne sait pas encore maîtriser son Nox Nyctores correctement et que ce dernier le contrôle.
- Noel Vermillion

Voix du personnage: Kanako Kondou (JP), Cristina Vee (ANG)
Lieutenant du NOL et subordonnée du Major Kisaragi. Elle a été envoyée à Kagutsuchi pour le retrouver et le ramener, par la force si nécessaire mais elle n'obéit plus aux ordres du NOL et poursuit Jin pour le protéger. À travers ses péripéties pour le retrouver, elle finit toujours dans des situations surprenantes. Noel est en grand danger, recherchée par le Secteur Sept et par Hazama car elle détient le vrai Azure. Elle se remémore ses anciens souvenirs avec Jin Kisaragi (son supérieur), Makoto Nayana et Tsubaki Yayoi(ses meilleurs amies) et Carl Clover au cours de ses aventures. Noel fusionnera avec l'Azure qui se trouve à l'intérieur du Chaudron et deviendra Mu. Elle sera libérée par Ragna et ce dernier sacrifiera son bras gauche. Noel a été créée à partir d'une réplique expérimentale du corps de Saya, la sœur de Ragna il y a 5 ans.
- Iron Tager

Voix du personnage: Kenji Nomura (JP), Jamieson Price (ANG)
Membre du Secteur Sept. On le surnomme le ‘'Diable Rouge’’. Il se trouve à Kagutsuchi pour détruire le grimoire Azure de Ragna sous les ordres de Kokonoe. Tager doit capturer Noel Vermillion, celle qui détient le vrai grimoire Azure. Kokonoe sait maintenant que le grimoire Azure de Ragna n'était qu'une imitation.
- Rachel Alucard

Voix du personnage: Kana Ueda (JP), Mela Lee (ANG)
Une vampiresse. Elle est chef de la famille Alucard. Elle se trouverait à Kagutsuchi uniquement pour remédier à l’ennui.
- Taokaka

Voix du personnage: Chiwa Saitō (JP), Philece Sampler (ANG)
Combattante du clan ‘'Kaka’’ et chasseuse de primes. Elle a quitté son village pour trouver Ragna afin de sauver son village de la famine et elle se bat uniquement pour de la nourriture.
- Litchi Faye-Ling

Voix du personnage: Chiaki Takahashi (JP), Lauren Landa (ANG)
Une ancienne scientifique de la ville d’Orient devenue maintenant doctoresse. Elle faisait des recherches sur Arakune.
- Arakune

Voix du personnage: Takashi Hikida (JP), Spike Spencer (ANG)
Une créature étrange, qui prend forme solide ou liquide. Il vit dans les bas fonds de Kagutsuchi. Il est attiré par la présence du grimoire Azure et veut s'en emparer pour devenir plus fort.
Arakune a été utilisé autrefois en tant que cobaye pour créer la « Black Beast », mais il finit par devenir une créature hideuse. Il demande à Litchi Faye Ling de ne plus essayer de le sauver car ses recherches ne pourront pas le ramener à sa forme d'origine mais cette dernière s'obstine. Elle lui promet qu'elle trouvera un moyen de le libérer. Il semble qu'Arakune connaît Relius Clover et éprouve une haine profonde contre lui. Malheureusement, ce dernier réussit à le capturer et Terumi Yuuki oblige Litchi Faye-Ling à rejoindre le NOL.
- Bang Shishigami

Voix du personnage: Tsuyoshi Koyama (JP), Tony Oliver (ANG)
Ancien ninja du clan d’Ikaruga et chasseur de primes. Il assure la protection d'un groupe de survivants. Réalisant que Ragna a été vu dans Kagutsuchi, il se lance à sa poursuite pour la prime afin de reconstruire Ikaruga. Bang cherche toujours à se venger de Jin Kisaragi qui a tué son maître et a détruit Ikaruga, sa ville natale. Mais lorsque Noel Vermillion le supplie d'aider Jin, Bang accepte et abandonne l'idée de se venger. Platinum the Trinity lui annonce que ce n'était pas Jin à l'origine de la destruction d'Ikaruga, mais le NOL.
- Carl Clover

Voix du personnage : Miyuki Sawashiro (JP), Michelle Ruff (ANG)
Un talentueux chasseur de primes qui est toujours accompagné de sa marionnette, Nirvana, qu’il désigne comme étant sa sœur Ada. Ensemble, ils sont arrivés à Kagutsuchi, et recherchent Ragna pour la prime sur sa tête et pour le grimoire qu’il détient. Carl veut redonner la vie à sa sœur Ada à l'aide du grimoire Azure de Ragna mais il perdra le combat contre Ragna à plusieurs reprises. Il rencontre son père, Relius Clover puis tous les deux s'affrontent vers la fin.
- Hakumen

Voix du personnage: Tetsuya Kakihara (JP), David Vincent (ANG)
Un des six héros qui est apparu pendant la guerre contre la ‘'Black Beast’’. On le surnomme le ‘'Chevalier Blanc’’. Après la guerre contre la ‘'Black Beast’’, Hakumen a été scellé dans un endroit appelé "le Bord" de la Frontière pendant environ 90 ans. Il a été libéré par Kokonoe mais ce dernier est consumé par la haine et décide d'éliminer ceux qui sont aux côtés du mal.
- Nu (V-13)

Voix du personnage: Kanako Kondou (JP), Cristina Vee (ANG)
Un étrange cyborg qui est caché dans un des quartiers généraux du NOL. On ne sait rien de ce personnage mis à part son objectif : retrouver Ragna. Nu emporta Ragna dans le Chaudron et elle est considérée comme morte. Elle sera remplacée par Lambda. Nu a été créée à partir d'une réplique expérimentale du corps de Saya, la sœur de Ragna dont elle a perdu une majorité des souvenirs de cette dernière.

### Nouveaux personnages
- Hazama / Terumi Yuuki

Capitaine de la division des renseignements du NOL. Il est l’un des six héros qui est apparu pendant la guerre contre la ‘'Black Beast’’. Hazama avait créé le grimoire Azure afin de trahir ses camarades et de devenir la nouvelle ‘'Black Beast’’. C'est lui qui a brûlé l'église où Ragna, Jin et Saya vivaient. Il avait manipulé Jin pour faire croire qu'il était responsable de l'incident et avait enlevé Saya.
- Lambda (Λ-11)

Prototype créé par Kokonoe avec la 11e réplique expérimentale du corps de Saya et avec l'âme de Nu. Désormais, elle fait partie du Secteur Sept. Kokonoe a fait en sorte de supprimer les mémoires de Nu. Mais l'esprit de Nu réussit à prendre le dessus, Lambda ou Nu se sacrifie pour sauver Ragna des griffes de Terumi et déclare son amour à ce dernier. Ragna absorbe le reste de son pouvoir pour qu'il puisse utiliser son Ars maintenant achevé.
- Tsubaki Yayoi

Ancienne camarade de Noel. Elle fait partie de l'Esquadron Zéro du NOL. Tsubaki est chargée de ramener Jin Kisaragi et Noel Vermillion. En cas de refus, elle sera obligée de les éliminer.
- Mu / Kusanagi (µ-12)

Véritable forme de Noel Vermillion après sa fusion avec le vrai Azure. Mu porte une armure semblable à Nu-13 mais avec un design plus complexe et avancé. Ragna se battra contre elle et réussit à réveiller l'esprit de Noel. (Exclusive à la version console)
- Makoto Nanaya

Ancienne camarade de Noel et lieutenant du NOL. (Téléchargeable sur les Playstation Network et Xbox Live à partir du 5 août 2010, et offerte dans la version "fan" européenne du jeu)
- Valkenhayn R. Hellsing

Majordome de Rachel. Il est l’un des six héros qui est apparu pendant la guerre contre la ‘'Black Beast’’. (Téléchargeable sur les Playstation Network et Xbox Live depuis Septembre)
- Platinum the Trinity

Cette jeune fille détient trois âmes : Luna, Sena et Trinity, l'un des six héros qui est apparu pendant la guerre contre la « Black Beast ». Chaque âme a sa propre personnalité : Luna est une jeune fille grossière et Sena est un jeune garçon poli. (Téléchargeable sur les Playstation Network et Xbox Live depuis mai 2011 et le 6 juillet 2011 au Japon(PS3))
- Relius Clover

Père de Carl Clover. Relius avait l'intention d'enlever Noel Vermillion mais rencontre Arakune puis s'est battu contre ce dernier et le capture. Il n'a pas hésité à se battre contre son propre fils. (Jouable dans Extend et la dernière version d'arcade)

### Personnages Non Jouables
- Jubei

Maître de Ragna. Il est l'un des six héros qui est apparu pendant la guerre contre la ‘'Black Beast’’. Jubei a entrainé Ragna et lui donne l'épée de son ancien ami qui lui ressemble à deux gouttes d'eau, Bloodedge.
- Bloodedge

Meilleur ami de Jubei. Il est intervenu pendant la guerre contre la « Black Beast » et s'est sacrifié pour sauver le monde. Bloodege est en réalité Ragna, qui ne se rappelle pas ce qui s'est passé depuis ces 90 ans et qui est la réincarnation de la « Black Beast ». Il devra savoir contrôler son pouvoir, avant que la « Black Beast » le dévore complètement, ce qui va provoquer une nouvelle tragédie dans le monde.

## Accueil
- Famitsu : 32/40 (Extend PSP)[1]
- Jeuxvideo.com : 18/20 (PS3/X360)[2] - 18/20 (Extend PS3/X360)[3] - 16/20 (Extend PSV)[4]